# Рокмънд Дънбар
Рокмънд Дънбар (на английски: Rockmond Dunbar; роден на 11 януари 1973 г.) е американски актьор. Известен с ролята си на Бенджамин Майлс „Стотачката“ Франклин в американския сериал „Бягство от затвора“.

## Кариера
Дънбар получава своята първа голяма роля в сериала Soul Food, в ролята на Кени Чадуей. Присътва за кратко в епизоди на „Фелисити“, „Хамелеонът“, „Две момчета и едно момиче“, „Анатомията на Грей“, „Хавайски бряг“ и „Приятелки“.
Също така има роли във филмите Punks, Misery Loves Company, Sick Puppies, Whodunit, All About You и Kiss Kiss, Bang Bang.

## Личен живот
От 2003 до 2006 е женен за Айви Холмс. На 30 декември 2012 г. се сгодява за актрисата и сценарист Мая Гилбърт. Дъщеря им Бъркли Сион се ражда през декември 2013 г. Синът им Чар Рокмънд Дънбар се ражда през януари 2016 г.